# 拉烏尼翁 (薩卡帕省)
拉烏尼翁（西班牙語：La Unión），是危地馬拉的城鎮，位於該國東部，由薩卡帕省負責管轄，面積257平方公里，海拔高度1,228米，2002年人口23,705，人口密度每平方公里92.24人。